# Damernas singelsculler i rodd vid olympiska sommarspelen 1976
Damernas singelsculler i rodd vid olympiska sommarspelen 1976 avgjordes mellan den 19 och 24 juli 1976. Grenen hade totalt elva deltagare från elva länder.

## Medaljörer
| Gren          | Guld                       | Silver          | Brons                 |
| Singelsculler | Christine Scheiblich (GDR) | Joan Lind (USA) | Jelena Antonova (URS) |

## Resultat

### Final
| Placering | Roddare                   | Land          | Tid     |
| --------- | ------------------------- | ------------- | ------- |
| 1         | Christine Scheiblich      | Östtyskland   | 4:05,56 |
| 2         | Joan Lind                 | USA           | 4:06,21 |
| 3         | Jelena Antonova           | Sovjetunionen | 4:10,24 |
| 4         | Rositsa Spasova           | Bulgarien     | 4:10,86 |
| 5         | Ingrid Munneke-Dusseldorp | Nederländerna | 4:18,71 |
| 6         | Mariann Ambrus            | Ungern        | 4:22,59 |